# Кінетична мова

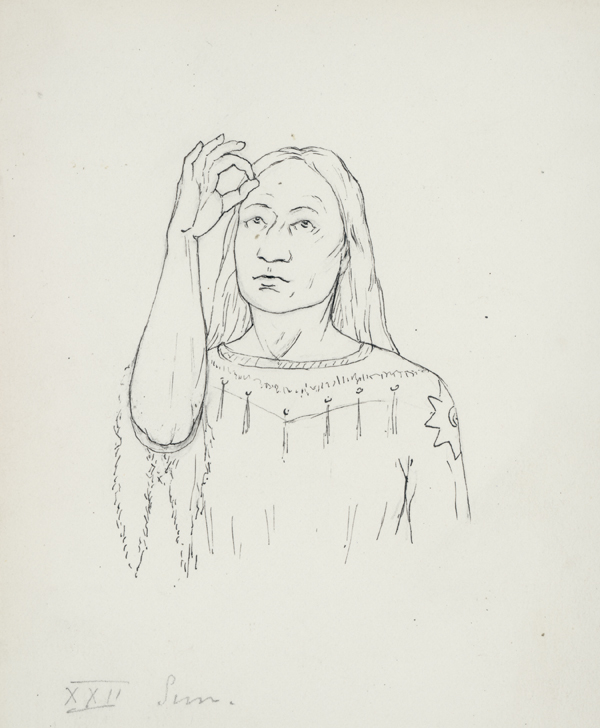
Знак «Сонце» жестовою мовою індіанців

Кінетична мова — спілкування за допомогою жестів рук, рухів тіла, міміки (інша назва — жестова мова). Історично кінетична мова передувала звуковій тому, що жести давали безпосереднє уявлення про предмет. Жестова мова використовується людьми з порушенням слуху. Існує спеціальна жестова мова, кодифікована, структурно незалежна від звукових мов, а також спонтанні сиситеми спілкування за допомогою жестів, які складаються стихійно у колективі дітей з порушенням слуху, для зручності комунікації між собою.
Також кінетична мова використовується, як мова міжетнічного спілкування (у американських індіанців ХІХ ст.), у людей далекоспоріднених або не споріднених мов, як єдиний спосіб порозуміння. При забороні вдовам на звукову мову під час трауру у аборигенів північної Америки та Австралії. У сучасному мовленні кінетична мова супроводжує звукову мову, виконуючи цілий ряд важливих функцій. Спілкування за допомогою жестів є невід'ємною частиною видовищного, театрального ефекту, яке використовується в драматургії при сценічному втіленні п'єси, також застосовується у німому кіно.